# Internationaler Kammermusikwettbewerb Hamburg
Der Internationale Kammermusikwettbewerb Hamburg, engl. International Chamber Music Competition Hamburg (ICMC Hamburg), ist ein Kammermusikwettbewerb für Klaviertrio und Streichquartett in Hamburg. Der Wettbewerb fand erstmals vom 18. bis zum 27. September 2009 sowie im September 2012 statt und soll alle drei Jahre ausgetragen werden. Direktor des Wettbewerbes ist Niklas Schmidt, der Violoncello an der Hochschule für Musik und Theater Hamburg unterrichtet und Cellist im renommierten Trio Fontenay war. Projektleiter des Wettbewerbes ist der Hamburger Kulturmanager Jan Wulf.

## Jury
Die Fachjurys des Internationalen Kammermusikwettbewerbes Hamburg bestehen aus mindestens fünf Juroren pro Wertungsgruppe.
Die Fachjury Klaviertrio wird geleitet von Menahem Pressler, Beaux Arts Trio. Die Fachjury Streichquartett wird geleitet von Valentin Erben, Alban Berg Quartett. Den Gesamtjury-Vorsitz hat Menahem Pressler.

## Preise
Streichquartett:
- 1. Preis: 20.000 Euro Preisgeld, Konzerttournee, CD-Einspielung
- 2. Preis: 10.000 Euro Preisgeld
- 3. Preis: 6.000 Euro Preisgeld

Klaviertrio:
- 1. Preis: 15.000 Euro Preisgeld, Konzerttournee, CD-Einspielung
- 2. Preis: 7.500 Euro Preisgeld
- 3. Preis: 4.500 Euro Preisgeld

Sonderpreise:
- Haydn-Preis der Oscar und Vera Ritter-Stiftung: 10.000 Euro (wird einmalig vergeben)
- Mendelssohn-Preis der Oscar und Vera Ritter-Stiftung: 10.000 Euro (wird einmalig vergeben)
- NDR Kultur-Publikumspreis: des Norddeutschen Rundfunks

## Veranstaltungsorte
- Rolf-Liebermann-Studio des Norddeutschen Rundfunks (NDR)
- Forum der Hochschule für Musik und Theater Hamburg
- Mozartsaal im Logenhaus Hamburg